# Strefa okupowana

Strefa wolna i strefa okupowana Francji

Strefa okupowana Francji (fr. Zone occupée, niem. Besetztes Gebiet) – teren Państwa Francuskiego utworzony w wyniku rozejmu w Compiègne 22 czerwca 1940. Linia demarkacyjna oddzielała ją od strefy wolnej. Po objęciu okupacją także strefy wolnej w listopadzie 1942 strefę okupowaną nazwano północną (fr. zone Nord).